# Pedro Knight
Pour les articles homonymes, voir Knight.
Pedro Knight Caraballo, né le 30 septembre 1921 à Matanzas (Cuba) et mort le 3 février 2007 à Los Angeles, États-Unis, était un trompettiste cubain. Il est veuf de la chanteuse cubaine Celia Cruz.